# 28453 Alexcecil
28453 Alexcecil este un asteroid din centura principală de asteroizi.

## Descriere
28453 Alexcecil este un asteroid din centura principală de asteroizi. A fost descoperit pe 6 ianuarie 2000 la Socorro, New Mexico, în cadrul proiectului LINEAR. Asteroidul prezintă o orbită caracterizată de o semiaxă mare de 2,66 ua, o excentricitate de 0,05 și o înclinație de 3,2° în raport cu ecliptica.